# Sinungrejo
Sinungrejo is een bestuurslaag in het regentschap Kebumen van de provincie Midden-Java, Indonesië. Sinungrejo telt 1760 inwoners (volkstelling 2010).